# Бергхайм
Бергхайм (на немски: Bergheim) е град в Северен Рейн-Вестфалия, Германия, с 59 656 жители (към 31 декември 2014). Образува се през 1975 г. Намира се на 20 км въздушна линия западно от Кьолн.